# Zespół Mallory’ego-Weissa
Zespół Mallory’ego-Weissa (ang. Mallory-Weiss syndrome) – podłużne pęknięcie błony śluzowej przełyku, zlokalizowane w okolicy wpustu żołądka, związane zwykle z wymiotami.
Zespół został opisany po raz pierwszy przez George’a Kennetha Mallory’ego i Somę Weissa w 1929.

## Etiopatogeneza
Pęknięcie błony śluzowej w zespole Mallory’ego-Weissa powstaje najczęściej na skutek gwałtownych i obfitych wymiotów (około 40% chorych wymioty jednak neguje). Zespół Mallory’ego-Weissa najczęściej występuje u alkoholików lub osób, które nadużywają często alkoholu (wiąże się to z uporczywymi wymiotami). Może być również wywołany przez niepowściągliwe wymioty ciężarnych. Czynnikiem ryzyka zespołu Mallory’ego-Weissa jest także bulimia i prawdopodobnie przepuklina rozworu przełykowego.

## Obraz kliniczny i rozpoznanie
Pęknięcia błony śluzowej nie osiągają znacznych rozmiarów, mogą być jednak powodem krwotoku, niekiedy masywnego, objawiającego się krwistymi bądź fusowatymi wymiotami, a także smolistym stolcem. Chorobę rozpoznaje się, badając endoskopowo okolicę połączenia przełyku z żołądkiem. Zespół Mallory’ego-Weissa należy odróżniać od zespołu Boerhaavego, w którym pęknięciu ulega cała ściana przełyku.

## Leczenie
Do opanowania uszkodzeń śluzówki zazwyczaj wystarczy leczenie zachowawcze (leki zobojętniające kwas żołądkowy, inhibitory pompy protonowej), niekiedy jednak, w przypadku krwawienia, zastosować należy metody endoskopowe, np. elektrokoagulację, koagulację argonową lub z wykorzystaniem lasera.